# تشارلي ميجر
تشارلي ميجر هو مغني كندي، ولد في 31 ديسمبر 1954.

## وصلات خارجية
- الموقع الرسمي
- تشارلي ميجر على موقع IMDb (الإنجليزية)
- تشارلي ميجر على موقع ميوزك برينز (الإنجليزية)
- تشارلي ميجر على موقع ديسكوغز (الإنجليزية)